# Anjuna

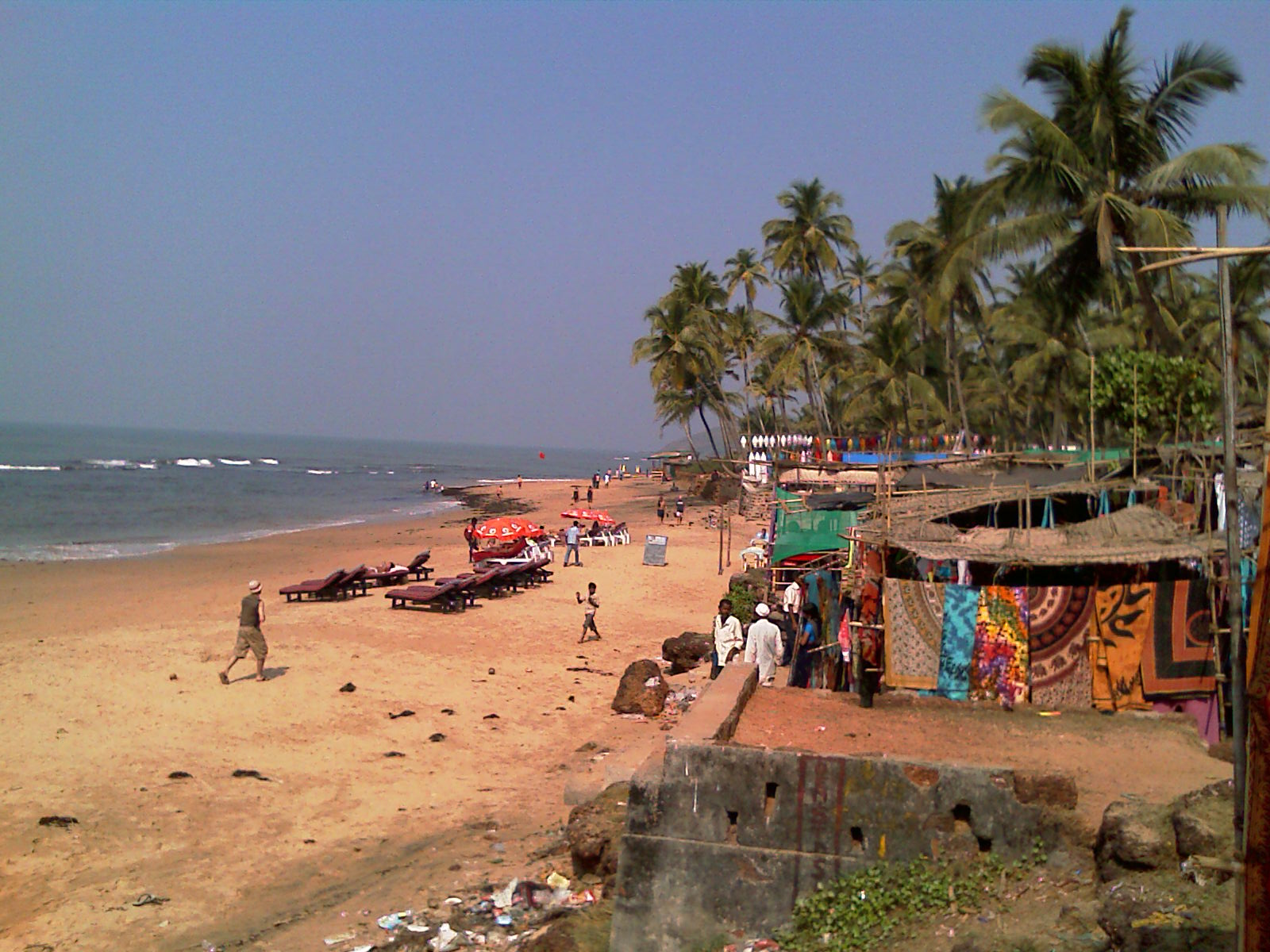
Delar av stranden i Anjuna.

Anjuna är en ort (census town) i norra delen av talukan (ungefär som kommun) Bardez i norra Goa i Indien. Folkmängden uppgick till 9 636 invånare vid folkräkningen 2011. Anjuna är utspridd med åkrar mellan många av gatorna.

## Samhället
Gatorna är mestadels mycket smala, men är huvudsakligen asfalterade. Vägar som leder till Anjuna kommer från grannbyarna Vagator, Assagao och Arpora. Närmaste järnvägsstation ligger i Thivim, 15 km inåt landet.
Längs gatorna är kokospalmer mycket vanliga och bougainvillea finns på sina håll. Mangoträd och bananplantor finns det också en del av. Fågellivet är mycket rikt med till exempel biätare, papegojor, kungsfiskare och örnar. Ormar och ödlor förekommer, mungon är ovanlig, men påträffas ibland.
Stränder finns i olika storlekar och utformningar.